# Нитрификация
Нитрификация — микробиологический процесс окисления аммиака до азотистой кислоты или её самой далее до азотной кислоты, что связано либо с получением энергии (хемосинтез, автотрофная нитрификация), либо с защитой от активных форм кислорода, образующихся при разложении пероксида водорода (гетеротрофная нитрификация).
Протекает в аэробных условиях в почве, а также природных водах. Часто может вызывать появление в них нитратов в токсичном количестве, а поскольку нитраты — наиболее активно мигрирующее в растворе соединение азота — происходит их вынос из почвы в расположенные ниже по склону водоемы, что влечет за собой уменьшение коэффициента использования азотных удобрений и эвтрофикацию данных водоемов.

## Автотрофная нитрификация
Нитрификация проходит в две стадии, которые осуществляются разными микроорганизмами.

### Окисление аммиака до нитрит-аниона
Первая стадия — окисление аммиака до нитрит-аниона, которое осуществляют нитрозные бактерии родов Nitrosomonas, Nitrosococcus и Nitrosospira (ранее выделялись также рода Nitrosolobus, Nitrosovibrio, но сейчас их представители включены в Nitrosospira) по следующему механизму:
1. NH3 + O2 + НАДН2 → NH2OH + H2O + НАД+
2. NH2OH + H2O → HNO2 + 4H+ + 4e−
3. 1/2O2 + 2H+ + 2e− → H2O

Предполагается, что на первом этапе субстратом является именно аммиак, а не аммоний, поэтому процесс не идёт в кислой среде. Ферментом для первой реакции служит аммиакмонооксигеназа, фермент с очень низкой субстратной специфичностью, окисляющая также метан, оксид углерода, циклогексан, фенол, бензиловый спирт, однако со скоростью на порядки ниже. Гидроксиламин ингибирует работу фермента. В бесклеточных экстрактах восстановителем может служить НАД(Ф)·H, однако в клетке его роль, скорее всего, выполняет один из компонентов дыхательной цепи.
Следующую реакцию осуществляет гидроксиламиноксидоредуктаза, расположенная в периплазме. Окислителем в них служит цитохром c, с него электрон передаётся на убихинон и далее в дыхательную цепь, на цитохромоксидоредуктазу и, в конечном итоге, на кислород. При этом запасается энергия в виде трансмембранного протонного потенциала.
Образование НАД(Ф)·H для фиксации углекислого газа в цикле Калвина происходит путём обратного переноса части электронов.

### Окисление нитрит-аниона до нитрат-аниона
Вторая стадия — окисление аниона азотистой кислоты до аниона азотной, производимое нитратными бактериями (почвенный род Nitrobacter и водные Nitrospira, Nitrococcus, Nitrospina). Процесс протекает в одну реакцию:
NO2− + H2O → NO3− + 2H+ + 2e−
катализируемую нитрит: нитрат-оксидоредуктазой, локализованной в ЦПМ. Далее электроны передаются на цитохромы дыхательной цепи, в которой единственным пунктом транслокации протонов является цитохромоксидаза.
Образование НАД(Ф)·H для фиксации углекислого газа также происходит путём обратного переноса электронов.

### Организмы
Нитрозных и нитритных бактерий ранее выделяли в семейство Nitrobacteraceae, сейчас с развитием геносистематики их рода разнесены по разным подклассам протеобактерий. Оптимальная для их развития температура 25—30 °C и pH 7,5—8,0. В кислой среде процесс не идет. Все эти бактерии — грамотрицательные хемолитоавтотрофы, использующие энергию окисления соединений азота для синтеза органических веществ из углекислого газа. Некоторые из них способные переключаться на хемоорганогетеротрофный метаболизм, однако ни одного хемолитогетеротрофа среди данных организмов найдено не было. Морфологически эти группы разнообразны, в большинстве своем мелкие, подвижные, с полярным или перитрихиальным жгутикованием. Окисление они проводят на цитоплазматической мембране.

## Гетеротрофная нитрификация
Особо выделяют гетеротрофную нитрификацию, происходящую у многих бактерий и грибов и связанную с окислением аммиака и азота органических соединений без использования полученной энергии, попутно с окислением органического вещества и, предположительно, посредством кислорода, образуемого при разложении пероксида водорода. Удельная активность этого процесса на 2-4 порядка ниже, чем в случае автотрофной нитрификации, однако именно с ним связано происхождение чилийской селитры, а также вся нитрификация в почвах и водоемах с низкими значениями pH.

## История изучения
Процесс был открыт в середине XIX века, первое предположение об участии микроорганизмов в нитрификации было сделано Луи Пастером, однако выделить их не удавалось, пока в 1891 году С. Н. Виноградский не применил для этих целей селективную среду, содержащую только минеральные компоненты (чтобы избежать роста на ней банальных гетеротрофов) и в том числе сернокислый аммоний.